# Lac Clef de Sol
Lac Clef de Sol är en sjö i Kanada.   Den ligger i regionen Abitibi-Témiscamingue och provinsen Québec, i den sydöstra delen av landet, 300 km norr om huvudstaden Ottawa. Lac Clef de Sol ligger 410 meter över havet. Arean är 0,85 kvadratkilometer. Den ligger vid sjön Lac aux Atocas. Den sträcker sig 2,6 kilometer i nord-sydlig riktning, och 0,9 kilometer i öst-västlig riktning.
I omgivningarna runt Lac Clef de Sol växer i huvudsak blandskog. Trakten runt Lac Clef de Sol är nära nog obefolkad, med mindre än två invånare per kvadratkilometer.